# Erika Steinbach

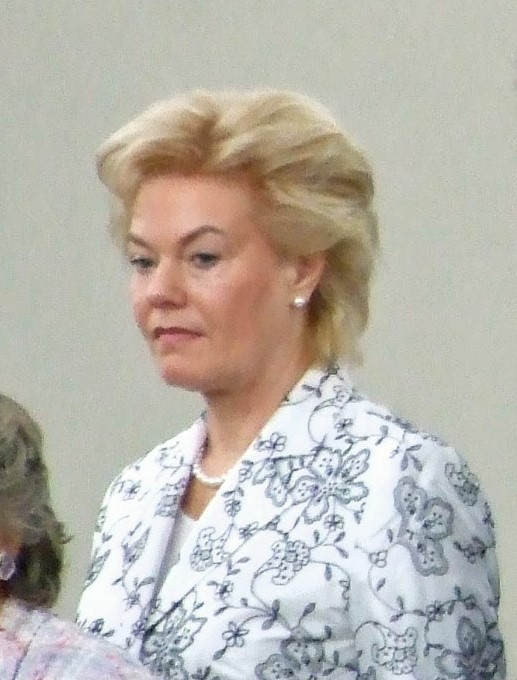
Erika Steinbach

Erika Steinbach (25 juli 1943 Rahmel, Danzig-West-Pruisen) is een voormalige Duitse CDU-politica. Sinds 1990 is zij lid van de Bondsdag, maar sedert 15 januari 2017 partijloos na haar uittreden uit de CDU-fractie vanwege de vluchtelingenpolitiek van Bondskanselier  Merkel. Steinbach steunt sindsdien de rechts-populistische AfD zonder lid te zijn van deze partij. 
Vanaf 1998 is ze voorzitter van de Bond voor verdrevenen (Bund der Vertriebenen). Daarmee is zij de belangrijkste vertegenwoordigster van de belangen van de slachtoffers van de verdrijving van Duitsers na de Tweede Wereldoorlog.
Erika Steinbach werd als Erika Hermann geboren in de grotendeels Kasjoebische plaats Rahmel (Pools: Rumia), in de rijksgouw Danzig-West-Pruisen. Zij was de dochter van een in 1941 ingeweken Duitse familie. Haar vader was sergeant-majoor bij de Luftwaffe. Bij het offensief van de Sovjettroepen in januari 1945 vluchtte haar uit Bremen afkomstige moeder met Erika en haar kleine zusje naar Sleeswijk-Holstein; vijf jaar later verhuisden ze uit het vluchtelingenkamp naar Hanau in Hessen, waar haar vader vandaan kwam. Hier groeide ze verder op. Na een carrière als violiste werkte ze van 1970 tot 1977 als bestuurskundige en informatica in Frankfurt am Main. In 1974 werd ze lid van de CDU. Van 1977 tot 1990 werkte ze als fractie-assistente voor de CDU-fractie in de gemeenteraad van Frankfurt, tot ze bij de verkiezingen van 1990 voor Hessen in de Bondsdag gekozen werd.
De Bond voor Verdrevenen was een initiatief van de Duitsers die kort na de oorlog uit Sudetenland, Oost-Pruisen, West-Pruisen en Silezië gedeporteerd waren, maar zet zich ook in voor mensen die elders bij etnische zuiveringen uit hun woongebied worden gezet. Evengoed wordt deze bond nog altijd in de eerste plaats met de Oost-Duitse verdrevenen geassocieerd, evenals het in 2000 door Steinbach opgerichte Centrum tegen verdrijvingen (Zentrum gegen Vertreibungen). Door kritische uitspraken die zij in deze functie deed, maakte zij zich in bepaalde kringen in Polen zeer gehaat. Poolse media begonnen daarom een felle campagne tegen Steinbach.
- Gemeinsame Normdatei: 10388212X
- International Standard Name Identifier: 0000 0001 2017 8672
- Library of Congress Control Number: no2011087358
- Nationale Bibliotheek van Polen: a0000002122539
- Virtual International Authority File: 44727494
- WorldCat: E39PBJjtfxtGx3XRt7mx968cT3